# Семанги
Семанги (по-тайски «курчавые», самоназвание — меник, менди, моник, нгок) — народ, населяющий внутренние части Малаккского полуострова. Ведут кочевой образ жизни, сохраняют самобытность примитивной культуры в целом, хотя частично испытали влияние малайцев. Численность — 8 тыс. чел.
Язык — семанг, относится к малаккской группе австроазиатских языков. Понимают малайский. Верования сохраняют традиционные.
Делятся на 6 групп: джахай, батек, мендрик, ланох, кентак, кенсиу.

## Происхождение
Это древнейший народ Малаккского полуострова, который был вытеснен малайцами и сеноями в дремучие леса во внутренних районах. По языку им родственны кхмеры, моны, вьеты, мыонги, седанги и другие народы австроазиатской семьи. Она включает кроме вьет-мыонгских, мон-кхмерских, мунда и нахали языков малаккскую группу, куда и входит язык семанг. Но по антропологическому типу они — негритосы, которые в настоящее время сильно смешаны с малайцами-монголоидами, поэтому в данное время они потеряли свой исконный австралоидный облик. В то же время они подобны реликтовым народам Юго-Восточной Азии, таким как андаманцы, аэта и др. Вместе с сеноями и джакунами они составляют группу аборигенов Малайзии, хотя относятся к разным расовым типам. Семанги из них — самые малочисленные.
Малайцы называют их «оранг асли» (в переводе — исконные люди, аборигены), «оранг хутан» (люди леса), «оранг далам» (люди внутренних районов), «оранг букит» (люди холмов), «оранг улу» (люди верховьев рек).

## Хозяйство
Ведя бродячий образ жизни, семанги занимаются собирательством, рыболовством и охотой. Лишь в XX веке часть их перешла к оседлому образу жизни, освоила земледелие. Обрабатывают бамбук, обменивают ценную древесину и смолы на рис и железо у малайцев, торгуют сувенирами. Существует разделение труда — мужчины занимаются охотой, женщины — собирательством. Женщины также готовят пищу. Иногда нанимаются к малайцам на уборку урожая.
Жилище — навес из пальмовых листьев, шалаш. Строится из трёх бамбуковых шестов, которые связаны вьющимися растениями и закрыты пальмовыми листьями. Такой шалаш рассчитан на одну малую семью. Иногда живут в пещерах или строят хижины на деревьях. У перешедших к более современному быту — свайные дома малайского типа.
Одежда — набедренная повязка у мужчин, юбка из луба или ротанга и передник у женщин. Сейчас предпочитают малайские саронги. Зубы подпиливают, прокалывают нос, раскрашивают или татуируют тело.
Общество состоит из экзогамных групп, владеющих территорией и другим имуществом. Счёт родства — билинейный. Старший в племени — мужчина, часто шаман. Поселение состоит из 5 — 10 шалашей. Один шалаш занимает малая семья, всё поселение обычно — это большая семья, то есть 3 поколения, муж и жена, их женатые дети и внуки. Шалаши могут ставиться в ряд или по кругу.

## Духовная культура
У семангов развит анимизм, шаманизм и мифология. Имеются знахари-шаманы (б-лиан, хала). По поверьям, они могут превращаться в тигра, общаться с духами, также лечат при помощи трав. Верят, что души умерших уходят куда-то на Запад, но могут возвращаться в виде птиц и пугать живых. Испытывают суеверный страх перед грозой.
Основными богами являются Карей, грозный, злой дух грома и молнии, и Та Педн, создатель мира.
Его синонимы — Кето, Мольтек, Англай, Пле. Его жена — Манои. Иногда Та Педн считается старшим братом Карея, иногда — одним и тем же лицом, и роль создания мира чётко между ними не подразделяется.
Культурные герои — Та Пиаго и Та Тангой, муж и жена, сначала они были плодовыми деревьями перах и рамбутан. Затем научили людей охоте, изготовлению украшений. Та Тангой научила женщин быть привлекательными (делать украшения, наносить на них орнамент).
Бату Рибн — священная гора. Реальная гора с таким название есть на границе Таиланда и Малайзии. Некоторые племена почитают священную гору Гунонг Берапи (Гора риса), считая её первым местообитанием людей.
Существует вера в добрых духов, «ценоев», которые, подобно германским эльфам, живут в цветах.
Верования семангов изучали Воган Стифенс (1891—1892), Уильям Скит (1899—1900), этнограф Пауль Шебест (1925).